# دزدزده
دُزدزده (انگلیسی: Pinched) یک فیلم کمدی صامت کوتاه به کارگردانی هارولد لوید و گیلبرت پرت است که در سال ۱۹۱۷ منتشر شد. هیئت بازبینی فیلم شیکاگو، بخش‌هایی از این فیلم را زمان نمایش سانسور کرد.

## بازیگران
- هارولد لوید
- اسناب پالرد
- ببه دنیلز
- سمی بروکس
- باد جیمیسون
- مارگارت جاسلین
- گاس لئونارد
- فرد سی. نیومیر
- دوروثیا والبرت
- چارلز استیونسون